# Bargal
Bargal (in somalo Baargaal), è una città della Somalia settentrionale situata, capoluogo della provincia omonima e collocata nella regione di Bari, a sua volta appartenente alla macroregione autonoma del Puntland.
Nel 2012 Bargal ha una popolazione che ammonta a 2 512 abitanti.

## Descrizione generale
Città portuale situata sull'Oceano Indiano, prima della colonizzazione italiana Bargal fu con Alula una delle due capitali del Sultanato di Migiurtinia, che controllava grosso modo gli stessi territori dell'odierno Puntland.
Durante l'epoca coloniale italiana Bargal fu sede di "delegazione di spiaggia" del Regio Corpo delle capitanerie di porto.
Nel 2007 a Bargal si tenne uno scontro tra le forze del Puntland e degli Stati Uniti e un gruppo di miliziani dell'Unione delle Corti Islamiche, conclusosi con la vittoria delle prime.
Nel 2012 il governo regionale del Puntland ha annunciato un progetto finalizzato al collegamento di Bargal e di altre città costiere del Puntland alla rete autostradale regionale principale.